# 循環生活研究所
特定非営利活動法人循環生活研究所（じゅんかんせいかつけんきゅうしょ）は、福岡市を拠点として循環型ライフスタイルに関する調査・研究、普及・啓発活動を行う団体である。通称「じゅんなま研」。

## 概要
1997年に平由以子がコンポスト活動を開始。2004年、平由以子と青年団の仲間によりNPO法人循環生活研究所が設立された。暮らしに必要なものを地域内で循環させることで得られる楽しくて創造的な生活を「循環生活」と名付け、この循環型ライフスタイルについて調査・研究・提案することを活動の目的とする。
「たのしい循環生活でコンポストを日本の文化に」をミッションとして掲げる。
具体的な活動内容としては、コンポストを用い、生ごみを資源にする講座を年間350回以上開催している。また、コンポストアドバイザーの認定制度を設け、地域におけるリーダーの養成や支援を行うことで、講座受講者によるコンポストへの取り組みを継続的にサポートできる仕組みづくりをしている。さらに実践に基づいた技術で、循環型の地域づくりや人材育成を目的とした事業展開を行っている。

## 主な活動
- ローカルフードサイクリング（生ごみコンポストを軸とした地域内の栄養循環）
- コンポスト講座／堆肥を使った菜園講座
- コンポストアドバイザー養成・支援
- 半農都会人講座／半農小学生講座
- 海藻アオサ・松葉・雑草などの堆肥化
- 野菜生産・加工品販売
- 小さな循環いい暮らし事業実行委員会事務局 [2]

## 活動実績
自治体との協働で、生ごみ削減に取り組んでいる。
- イベント「子どもくるくる村」の開催[7]
- ネパール政府と国連ハビタット水と衛生チームの共同による、ネパールの自治体職員のための廃棄物研修において、段ボールコンポストの紹介・デモンストレーションを実施[8]。

生ごみ堆肥づくり関連事業
生ごみ堆肥化市民講座企画・運営等業務委託（福岡市）
コンポスト学習事業（ダンボールを使った生ごみ堆肥づくり授業）運営業務委託（公益財団法人ふくおか環境財団） 
生ごみ堆肥化リサイクル講習会実施業務（大野城市）
循環型コミュニティ形成関連事業
子ども・若者活躍の場プロジェクト管理運営等業務委託（福岡市）
持続可能な開発目標（SDGs）を活用した地域の環境課題と社会問題を同時解決するための民間活動支援事業「ローカルフードサイクリング美和台」（九州地方環境事務所／平成30・31年）
暮らしと松林をつなげる「松葉の堆肥づくり」事業（福岡市共働事業提案制度／平成26～28年）